# Dahachaur
Dahachaur (en népalais : दहचौर) est un comité de développement villageois du Népal situé dans le district de Surkhet. Au recensement de 2011, il comptait 2 976 habitants.